# Plutonio 242
El plutonio 242 (242Pu) es uno de los isótopos del plutonio, el segundo más longevo, con un periodo de semidesintegración de 373.300 años. La vida media de 242Pu es aproximadamente 15 veces más larga que la vida media de 239Pu. Las emisiones de rayos gamma de 242Pu son también más débiles que las de los otros isótopos.
No es fisible y su sección transversal de captura neutrónica también es baja.

## En el ciclo del combustible nuclear
El 242Pu se produce por captura sucesiva de neutrones en 239Pu, 240Pu y 241Pu. Los isótopos de masa impar 239Pu y 241Pu tienen aproximadamente una probabilidad de 3/4 de sufrir fisión por captura de un neutrón térmico y aproximadamente una probabilidad de 1/4 de retener el neutrón y convertirse en el siguiente isótopo. La proporción de 242Pu tiene un bajo grado de combustión nuclear pero aumenta no linealmente.
El 242Pu tiene una sección transversal particularmente baja para la captura de neutrones térmicos; y toma cuatro absorciones de neutrones para convertirse en otro isótopo fisible (ya sea 245Cm o 241Pu) y sufrir la fisión. Incluso entonces, existe la posibilidad de que cualquiera de esos dos isótopos fisionables no logre fisión, sino que absorba el cuarto neutrón, convirtiéndose en 246Cm (en camino a actínidos más pesados como el californio, que es un emisor de neutrones por fisión espontánea y difícil de manejar) o convertirse en 242Pu de nuevo; por lo que el número medio de neutrones absorbidos antes de la fisión es incluso superior a 4. Por lo tanto, el 242Pu es particularmente inadecuado para el reciclado en un reactor térmico y sería mejor utilizarlo en un reactor rápido donde pueda fisionarse directamente. Sin embargo, la sección transversal baja de 242Pu significa que relativamente poco de ella será transmutada durante un ciclo en un reactor térmico.

## Desintegración
El 242Pu se descompone principalmente en 237Ua través de la desintegración alfa, antes de continuar a lo largo de la serie de uranio. El 242Pu decaerá ocasionalmente a través de la fisión espontánea con una tasa de 5,5 × 10-4%.